# Годовиков Микола Львович
Микола Львович Годовиков (рос. Николай Львович Годовиков; 6 травня 1950, Ленінград — 23 листопада 2017, Санкт-Петербург) — радянський і російський актор.

## Біографія
Микола Годовиков народився 6 травня 1950 р. в Ленінграді у звичайній родині. Батько — Лев Іванович Годовиков, працював електриком, мав 4 класи освіти, а мати — Маргарита Дмитрівна Годовикова освоїла професію токаря-револьверника. Після школи, за наполяганням матері, Микола вступив до фізико-математичного технікуму. Вже на той час Микола стояв на обліку в міліції як важковиховуваний. З дитинства Коля виявляв артистичні здібності. Брав участь у шкільній самодіяльності, відвідував гуртки за інтересами.
Його кінодебют відбувся 1966 р. — в картині режисера Геннадія Полоки «Республіка ШКІД», де він переграв багато епізодів. А в одній сцені під час монтажу з'являвся одночасно у двох образах — шкідовця та безпритульного. Потім була роль червоноармійця у "Жені, Женечці і «Катюші» і в одному з дублів він ледь не загинув: запал, що зірвався з жердини під час інсценування кулеметної черги, «прострілив» йому ногу. Знадобилася термінова операція.
Найзнаменитіша роль — червоноармієць Петруха у художній картині режисера Володимира Мотиля «Біле сонце пустелі». Після зйомок «Білого сонця в пустелі» Годовиков пішов до війська — за власним бажанням і прем'єру фільму застав вже на службі. Як потім з'ясувалося, поштою в частину приходило безліч запрошень від кінорежисерів — відомого Петруху звали на дуже престижні ролі. Він про це не знав, бо начальник штабу мовчки складав усі листи до свого сейфу, а прощаючись перед «дембелем», зі злою усмішкою простягнув стопку запрошень зі словами: «На, артист, знімайся!».
Вперше одружився на початку 1970-х рр. після демобілізації з лав радянської армії. В першому шлюбі 1974 р. народилася дочка Марія, але за три роки розлучився. Про свою першу дружину Галину він каже без образи: «Коли ми одружилися, мені було 22, а їй під 26. Я у неї був не перший, та й сам тоді полюбляв гульнути. Галя цінувала налагоджений побут, а у мене був вітер в голові». Заради сім'ї Годовиков брався за будь-яку роботу — муляр, вантажник, слюсар, сушильник шкір, варщик фруктів на кондитерській фабриці.
Наприкінці 1970-х рр. зв'язався зі злочинцями, тричі був засуджений (на 1 рік, на 4 роки і на 2,5 року). Першого разу у 1979 р. був засуджений за статтею 209 КК РРФСР (за дармоїдство). Тоді його посадив дільничний, за словами, якого «ти 4 місяці на рік не працював — значить, дармоїд», хоча основною причиною була житлова площа, на якій мешкав Годовиков. Покарання відбував у виправній колонії № 7 («Яблонєвка») УВС Ленінградської області.
За рік, навесні 1980 р., звільнився. Після зони отримав направлення на Приозерський целюлозно-паперовий комбінат. Потрібно було десь жити і Годовиков подався до гуртожитку комбінату, але тут йому відмовили через відсутність прописки та документу про приписку до військомату. Пішов до військомату, там відмовили через відсутність прописки, потім — до паспортного столу і там знову відмова. І від цієї безнадії на нормальне продовження життя, він знов зв'язався зі злодіями-рецидивістами. Ті нагодували, напоїли, одягли й дали 500 рублів. Згодом одному з них знадобився напарник для крадіжки, котрим став Годовиков і під час першої ж крадіжки разом зі спільниками попався. Вдруге йому дали вже 4 роки в'язниці, сидів у виправно-трудовій колонії № 17 м. Шексна Вологодської області.
Після звільнення кілька років вів спокійне життя, працював де доведеться — вантажником на електрокарі, сторожем у вагоні-ресторані і т. д.. У 1987 р. Микола Годовиков вступив до ленінградського обласного культпросвітучилища (нині — Ленінградський обласний коледж культури і мистецтва) на режисерський факультет. Паралельно він відновив роботу на «Ленфільмі», знову ж таки в якості актора. Відомий радянський режисер Отар Дугладзе запропонував Годовикову зіграти військового телефоніста у стрічці «Вибух на замовлення». За сюжетом картини телефоніста вбивають. І знову Годовиков ледь не загинув на зйомках. Недосвідчений піротехнік неправильно прикріпив запали на одяг актора. «Якби вони вибухнули, то вирвали б не шматок одягу, як і годилося, а шматок м'яса. В останню хвилину помилку помітили…», — згадував пізніше актор.
Тоді ж само він познайомився зі своєю другою дружиною — Риммою, а 1988 р. одружився вдруге. Від цього шлюбу 1989 р. у нього народився син Артем. У той час Годовиков думав: «Може, це і є моя сім'я?» Ілюзія розвіялася швидко. Як і раніше, він підробляв — вантажником на електрокарі, сторожем у вагоні-ресторані, — поки знову не пішов у нікуди. Безгрошів'я початку 1990-х рр. змусило Римму проявити характер: прийшовши додому, Петруха побачив, що його речі виставлені за поріг. Йому довелося бомжувати. Він знову почав красти і знову попався на незначній крадіжці. Підвели подільники, випадкові люди. Під час слідства у СІЗО «Хрести» він усю провину взяв на себе. Суд відбувся 1 травня 1991 р. — Годовикова засудили на 2,5 року тюремного ув'язнення, які він провів у Володимирській колонії суворого режиму для рецидивістів. Ще перебуваючи в СІЗО, Микола познайомився з Майклом (справжнє ім'я — Михайло Шапкін) — місцевим кримінальним авторитетом. Як казав пізніше сам Годовиков, Шапкін йому добряче допоміг після звільнення з колонії.
Після звільнення з останнього місця позбавлення волі у Санкт-Петербурзі він познайомився зі своєю майбутньою дружиною Людмилою. Знайомство виявилося випадковим — він шукав номер телефону одного зі своїх знайомих, а йому дали помилково номер Людмили. Завдяки третій дружині — Людмилі, актор знайшов справжню сім'ю, про яку давно мріяв. Вже після смерті Майкла у 1993 р., Людмила допомогла чоловіку влаштуватися до пітерського «Метробуду» маркшейдерським робочим. Тоді ж Годовиков повернувся й до акторства, а саме по суботах виконував різні епізодичні ролі у виставах на сцені пітерського театру «На Софійській, 21» (нині — дитячий театр «Чемодан»), де режисером був його колишній партнер по знімальному майданчику «Республіки ШКІД» Володимир Колесников. Дебютом на сцені театру була роль бездомного пса на прізвисько Головатий у спектаклі «Прощавай, овраг!» Пізніше, коли в театрі змінився керівник, Годовикову пришлося піти. А незабаром йому знову почали пропонувати невеликі ролі в кіно. Так, 1999 р., після тривалої перерви Годовиков знов знявся в кіно — зіграв роль бомжа Колі в серіалі «Вулиці розбитих ліхтарів — 2», а 2000 року — роль сільського шахрая-завмага в сериалі «Агент національної безпеки — 2» (серія «Снігова людина», за сюжетом фільму він згорає разом зі своїм складом). Два роки по тому зіграв роль диспетчера в бойовику «Російський спецназ» та роль прапорщика Агапцева у фільмі «Спецназ». Потім було ще декілька епізодичних ролей в кіно, зокрема, у серіалах «Бандитський Петербург — 5», «Золота Медуза», «Столипін… Невивчені уроки», «Копальня» та багатьох інших. Останніми ролями в кіно для Миколи Львовича стали ролі управляючого казино Миколи Вадимовича Кустова в картині «Шеф» та Ігоря Сергійовича Клинцова в шостому сезоні телесеріалу «Літейний». Відтоді Годовиков в кіно вже не знімався.
1 січня 2015 р. в родині актора трапилася страшна трагедія — померла його дружина Людмила, яку актор вважав своїм ангелом-охоронцем. Після смерті коханої мешкав сам.
Зі своїми рідними дітьми він не спілкувався, але у добрих відносинах з пасербицею Валерією — дочкою третьої дружини Людмили. В останні роки життя захоплювався малюванням, писав натюрморти.
Актор тривалий час боровся з невиліковною хворобою — раком нирок. Незадовго до смерті він виписався з міської лікарні № 15, що на вулиці Авангардній у Санкт-Петербурзі. Помер 23 листопада 2017 р. у власній квартирі в Санкт-Петербурзі. Ще перед своєю смертю, першим заповітом актора було — розвіяти його прах над Невою, але потім він змінив заповіт і просив, щоби його поховали поруч з дружиною Людмилою на Південному кладовищі Санкт-Петербурга. Похорон відбудеться в неділю, 26 листопада.

## Фільмографія
Микола Львович Годовиков знявся у наступних картинах:
1. 1966 — Республіка ШКІД — шкідівець, безпритульний та ін. (в титрах не вказаний);
2. 1967 — Фокусник — (епізод)
3. 1967 — Женя, Женечка і «Катюша» — безіменний червоноармієць (в титрах не вказаний);
4. 1969 — Біле сонце пустелі — червоноармієць Петруха;
5. 1972 — В чорних пісках — червоноармієць Копилов (епізод);
6. 1974 — Останній день зими — (епізод);
7. 1974 — В те далеке літо — начальник розвідки;
8. 1975 — Мисливець за браконьєрами — рибалка Коля;
9. 1988 — Вибух на замовлення — телефоніст;
10. 1988 — Без мундира — шляховий обхідник;
11. 1999 — Вулиці розбитих ліхтарів-2 — бомж Коля;
12. 2000 — Агент національної безпеки-2 (серія 23 «Снігова людина») — сільський завмаг;
13. 2001 — Убойная сила-3 — член суду присяжних;
14. 2001 — Таємниці слідства — охоронець в СІЗО;
15. 2001 — Бандитський Петербург. Фільм 3. Крах Антибіотика — водій синьої «Ниви», повідомляє по рації про пересування кортежу Говорова (в титрах не вказаний);
16. 2002 — Російський спецназ — диспетчер 2003 — Удачі тобі, детектив-декан;
17. 2002 — Спецназ (серія «Зломана стріла» — прапорщик Агапцев;
18. 2003 — Бандитський Петербург. Фільм 5. Опер — Вадим Вадимович Філатов, слідчий на зоні в Нижньому Тагілі;
19. 2004 — Золота Медуза — слідчий;
20. 2004 — Жінки в грі без правил — лікар;
21. 2006 — Копальня — власник копальні Коршиков;
22. 2006 — Вікінг — комендант гарнізона Юшин;
23. 2006 — Столипін … Невивчені уроки — (епізод);
24. 2007 — Опера-3. Хроніки вбивчого відділу — Володимир Іванович Мєшков;
25. 2008 — Вулиці розбитих ліхтарів. Менти-9 (серія «Невинний») — Сергій Іванович Черняков;
26. 2008 — Невідома версія. Біле сонце пустелі (документальний);
27. 2010 — Таємниці радянського кіно (документальний);
28. 2010 — Пелагія і білий бульдог — лікар;
29. 2011 — Літейний (6-й сезон) — Ігор Сергійович Клинцов;
30. 2011 — Шеф — управляючий казино Микола Вадимович Кустов.